# 산티아고 로살리아 데 카스트로 공항

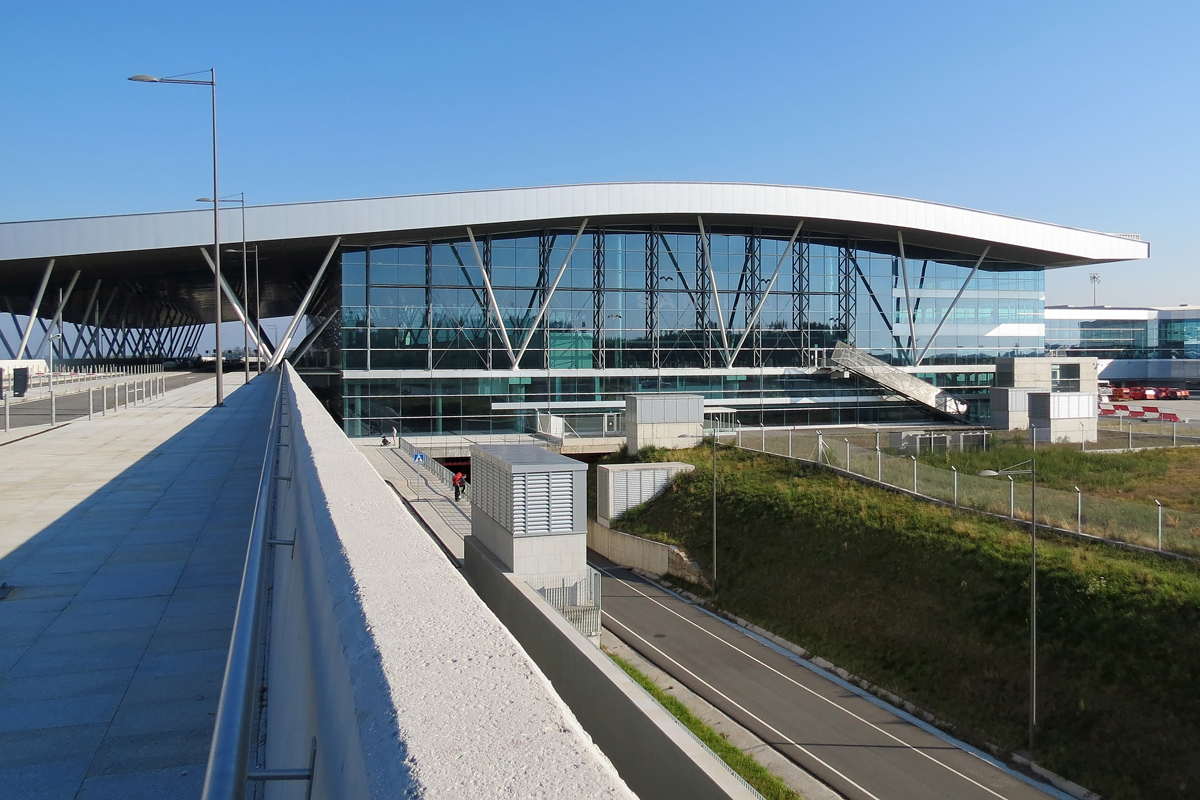

산티아고 로살리아 데 카스트로 공항(Santiago–Rosalía de Castro Airport, 스페인어: Aeropuerto de Santiago-Rosalía de Castro, IATA: SCQ, ICAO: LEST, 과거 명칭: 산티아고 데 콤포스텔라 공항/Santiago de Compostela Airport 또는 Lavacolla Airport)은 스페인 갈리시아주를 담당하는 국제공항이다. 빌바오 공항에 이어 스페인 북부에서 2번째로 분주한 공항이다. 2020년 3월 12일 갈리시아주의 로맨티스트 작가 로살리아 데 카스트로의 이름을 따서 공항 이름이 변경되었다.